# Димитър Аврамов (кмет)
Вижте пояснителната страница за други личности с името Димитър Аврамов.
Димитър Дамянов Аврамов е български политик, кмет на Видин.

## Биография
Роден е през 1868 г. в град Видин. Кмет е на града 2 пъти – от 7 януари 1915 до 11 януари 1917 г. и от 10 февруари 1919 до 20 януари 1920 г.
По време на мандата му се създават квартални детски градини, засаждат се дървета по тротоарите, проучва се възможността за електрическо осветление на града. Умира на 3 октомври 1951 г.